# Moacyr Scliar
Moacyr Jaime Scliar (23. března 1937 Porto Alegre – 27. února 2011 tamtéž) byl brazilský spisovatel.
Pocházel z rodiny Židů z Besarábie, kteří se v Brazílii usadili osm let před jeho narozením. Vystudoval medicínu na Federální univerzitě v Rio Grande do Sul, věnoval se léčbě tuberkulózy a přednášel na lékařské fakultě. Jako prozaik debutoval v roce 1963 a vydal celkem 74 knih, z nichž nejpřekládanější je Kentaur v zahradě, kterou National Yiddish Book Center zařadil mezi stovku nejdůležitějších děl židovské literatury. V roce 2003 se stal členem Brazilské literární akademie.
Pro jeho knihy je typické spojení židovského humoru s tradicí magického realismu. Román Max a kočky vzbudil mediální pozornost poté, co byl Yann Martel obviněn, že jeho oceňovaná kniha Pí a jeho život je plagiátem Scliarova díla.
Do češtiny byly přeloženy Scliarovy knihy Leopardi Franze Kafky (Aurora, 2002) a Žena, která napsala Bibli (Garamond, 2020).